# Jacksonia (Plantae)
Jacksonia je rod od sedamdesetak biljnih vrsta iz porodice mahunarki koje rastu po Australiji.
Čine ga bezlisni grmovi ili manja stabla sa ili bez filoklada; s glavnom funkcijom fotosinteze prenesenom na stabljike. Lišće znatno reducirano. Biljke bodljikave, ili ponekad ne. Bodlje ako postoje, aksijalne su. Do 0,1-5 m visine. Kserofiti. Kladode spljoštene. Lišće ili bolje rečeno, ljuske, naizmjenične; bez stipula.

## Vrste
1. Jacksonia acicularis Chappill
2. Jacksonia aculeata W.Fitzg.
3. Jacksonia alata Benth.
4. Jacksonia angulata Benth.
5. Jacksonia anthoclada Chappill
6. Jacksonia aphylla (Turcz.) Druce
7. Jacksonia arenicola Chappill
8. Jacksonia argentea C.A.Gardner
9. Jacksonia arida Chappill
10. Jacksonia arnhemica Chappill
11. Jacksonia calcicola Chappill
12. Jacksonia calycina Domin
13. Jacksonia capitata (Benth.) Meisn.
14. Jacksonia carduacea Meisn.
15. Jacksonia chappilliae C.F.Wilkins
16. Jacksonia compressa Turcz.
17. Jacksonia condensata Crisp & Wheeler
18. Jacksonia cupulifera Meisn.
19. Jacksonia debilis Chappill
20. Jacksonia decumbens E.Pritz.
21. Jacksonia dendrospinosa Chappill
22. Jacksonia densiflora Benth.
23. Jacksonia dilatata Benth.
24. Jacksonia divisa Chappill
25. Jacksonia effusa Chappill
26. Jacksonia elongata Chappill
27. Jacksonia epiphyllum Chappill
28. Jacksonia eremodendron E.Pritz.
29. Jacksonia fasciculata Meisn.
30. Jacksonia flexuosa Chappill
31. Jacksonia floribunda Endl.
32. Jacksonia foliosa Turcz.
33. Jacksonia forrestii F.Muell.
34. Jacksonia furcellata (Bonpl.) DC.
35. Jacksonia gracillima Chappill
36. Jacksonia grevilleoides Turcz.
37. Jacksonia hakeoides Meisn.
38. Jacksonia horrida DC.
39. Jacksonia humilis Chappill
40. Jacksonia intricata Chappill
41. Jacksonia jackson Chappill
42. Jacksonia lanicarpa Chappill
43. Jacksonia lateritica Chappill
44. Jacksonia lehmannii Meisn.
45. Jacksonia macrocalyx Meisn.
46. Jacksonia nematoclada F.Muell.
47. Jacksonia nutans Chappill
48. Jacksonia odontoclada F.Muell. ex Benth.
49. Jacksonia pendens Chappill
50. Jacksonia pungens Chappill
51. Jacksonia quairading Chappill
52. Jacksonia quinkanensis Chappill
53. Jacksonia racemosa Meisn.
54. Jacksonia ramosissima Benth.
55. Jacksonia ramulosa Chappill
56. Jacksonia reclinata Chappill
57. Jacksonia remota Chappill
58. Jacksonia restioides Meisn.
59. Jacksonia rhadinoclada F.Muell.
60. Jacksonia rhadinoclona F.Muell.
61. Jacksonia rigida Chappill
62. Jacksonia rubra Chappill
63. Jacksonia rupestris Chappill
64. Jacksonia scoparia R.Br.
65. Jacksonia sericea Benth.
66. Jacksonia spicata Chappill
67. Jacksonia spinosa (Labill.) R.Br.
68. Jacksonia stackhousii F.Muell.
69. Jacksonia stellaris Chappill
70. Jacksonia sternbergiana Hueg.
71. Jacksonia tarinensis Chappill
72. Jacksonia thesioides A.Cunn. ex Benth.
73. Jacksonia velutina Benth.
74. Jacksonia velveta Chappill
75. Jacksonia venosa Chappill
76. Jacksonia vernicosa F.Muell. ex Benth.
77. Jacksonia viscosa Chappill